# Palliduphantes byzantinus
Palliduphantes byzantinus är en spindelart som först beskrevs av Fage 1931.  Palliduphantes byzantinus ingår i släktet Palliduphantes och familjen täckvävarspindlar. Inga underarter finns listade i Catalogue of Life.